# Intel XDK
Intel XDK fue un kit de desarrollo creado por Intel que permite crear aplicaciones para teléfonos celulares y tabletas utilizando tecnologías web como HTML5, CSS y Javascript. Las aplicaciones móviles obtenidas son aplicaciones híbridas, que ofrecen una experiencia de uso similar a las aplicaciones nativas. 
Los proyectos se exportan a un archivo empaquetado, listo para ser compilado de forma local utilizando la interfaz de líneas de comando de Apache Cordova o de forma en línea, utilizando PhoneGap. Originariamente incorporaba una opción para compilar en la nube, utilizando los servidores de Intel, pero esta fue desactivada el 10 de julio de 2017.
Está disponible para descargarse gratuitamente para Windows, OS X y Linux (32-bit y 64-bit).

## Características
- Pistas de código
- Conclusión de código
- Emulador
- Pruebas de dispositivo móvil vía Intel App Preview
- Soporte para plugins de terceros (Third Party)
- Soporte de plantillas
- Soporte para APIs de expansión de dispositivo

## Soporte de plataforma móvil
- Android
- iOS
- Windows 8
- Windows Phone 8
- Chrome OS
- Firefox OS
- Tizen OS